# Emerald Lake, Signy Island
Emerald Lake är en sjö i Antarktis. Den ligger på Signy Island i Sydorkneyöarna. Argentina och Storbritannien gör anspråk på området. Emerald Lake ligger 172 meter över havet. Den ligger på ön Signy.